# Basil Maturin
Basil William Maturin (* 15. Februar 1847 in Irland; † 7. Mai 1915 im Atlantik vor Irland) war ein irischer Geistlicher, Autor und ab 1913 Kaplan der Universität von Oxford. Er veröffentlichte mehrere Bücher, die sich mit religiösen und auch psychologischen Themen auseinandersetzten.

## Leben und Tod
Basil Maturin wurde 1847 in Irland als drittes von zehn Kindern des Pfarrers Dr. William Basil Maturin (1806–1887) und dessen Frau Jane, geb. Cook geboren. Er war ein Enkel des irischen Schriftstellers Charles Robert Maturin. Er besuchte das Trinity College in Dublin und gehörte ursprünglich der anglikanischen Kirche an. 1870 wurde er in die Church of England ordiniert und ging als Sachwalter nach Peterstow, einem Dorf in der englischen Grafschaft Herefordshire. Dort war er nur wenige Jahre tätig, hinterließ aber einen großen Eindruck in der Gemeinde und brachte viele dazu, in die Kirche zu gehen. Am 22. Februar 1873 begann sein Noviziat in Cowley, St. John’s, Oxford.
1876 wurde er Mitglied des anglikanischen Ordens Society of St. John the Evangelist. Im selben Jahr wurde er nach Philadelphia geschickt, wo er zunächst Pfarrer und später Rektor der episkopalen Kirche St. Clement’s Church war. Während seiner Zeit in Philadelphia entstand das St. Clement’s-Armenkrankenhaus. Außerdem wurde er ein Freund von Arthur Hall, dem Bischof von Vermont. 1890 kehrte Maturin nach England zurück. 1897 wandte er sich im Alter von 50 Jahren dem römisch-katholischen Glauben zu und empfing 1898 von Kardinal Herbert Vaughan die Priesterweihe.
Sowohl vor als auch nach seiner Konversion war Maturin für seine Predigten und sein psychologisches Fachwissen bekannt. Er ließ sich in London nieder, wurde Pfarrer im Erzbistum Westminster und veröffentlichte mehrere religiöse und psychologische Bücher. 1913 wurde er zum Kaplan der University of Oxford ernannt. 1914 wurde ihm zusätzlich die Kirchgemeinde The Holy Redeemer in Chelsea angeboten.
Im Frühjahr 1915 predigte Maturin in den USA und ging am 1. Mai 1915 in New York als Passagier Erster Klasse an Bord des britischen Ozeandampfers Lusitania, um nach England zurückzukehren. Am 7. Mai wurde die Lusitania wenige Meilen vor der südirischen Küsten von dem deutschen U-Boot U 20 durch Torpedobeschuss versenkt. Am darauffolgenden Tag hätte die Lusitania ihr Ziel Liverpool erreicht. Den Berichten von überlebenden Augenzeugen zufolge wirkte er „blass, aber nicht angsterfüllt“. Er trug keine Schwimmweste und bestieg auch kein Rettungsboot, reichte aber ein Kleinkind in eines der Boote mit der Aufforderung „Findet seine Mutter“. Zudem erteilte er mehreren Passagieren die Absolution. Maturin war unter den 1198 Todesopfern der Versenkung. Sein Leichnam (#223) wurde von zwei Fischern in der Ballycotton Bay gefunden. Er konnte nur noch anhand der Papiere und Wertsachen, die er bei sich trug, identifiziert werden. Die Beisetzung fand im Londoner Brompton Oratory statt.

## Werke (Auswahl)
- Some Principles and Practices of the Spiritual Life (1896)
- Laws of the Spiritual Life (1908)
- Self-Knowledge and Self-Discipline (1909)
- Christian Self-Mastery
- The Price of Unity (1912)
- Sermons and Sermon Notes